# Nationaal park

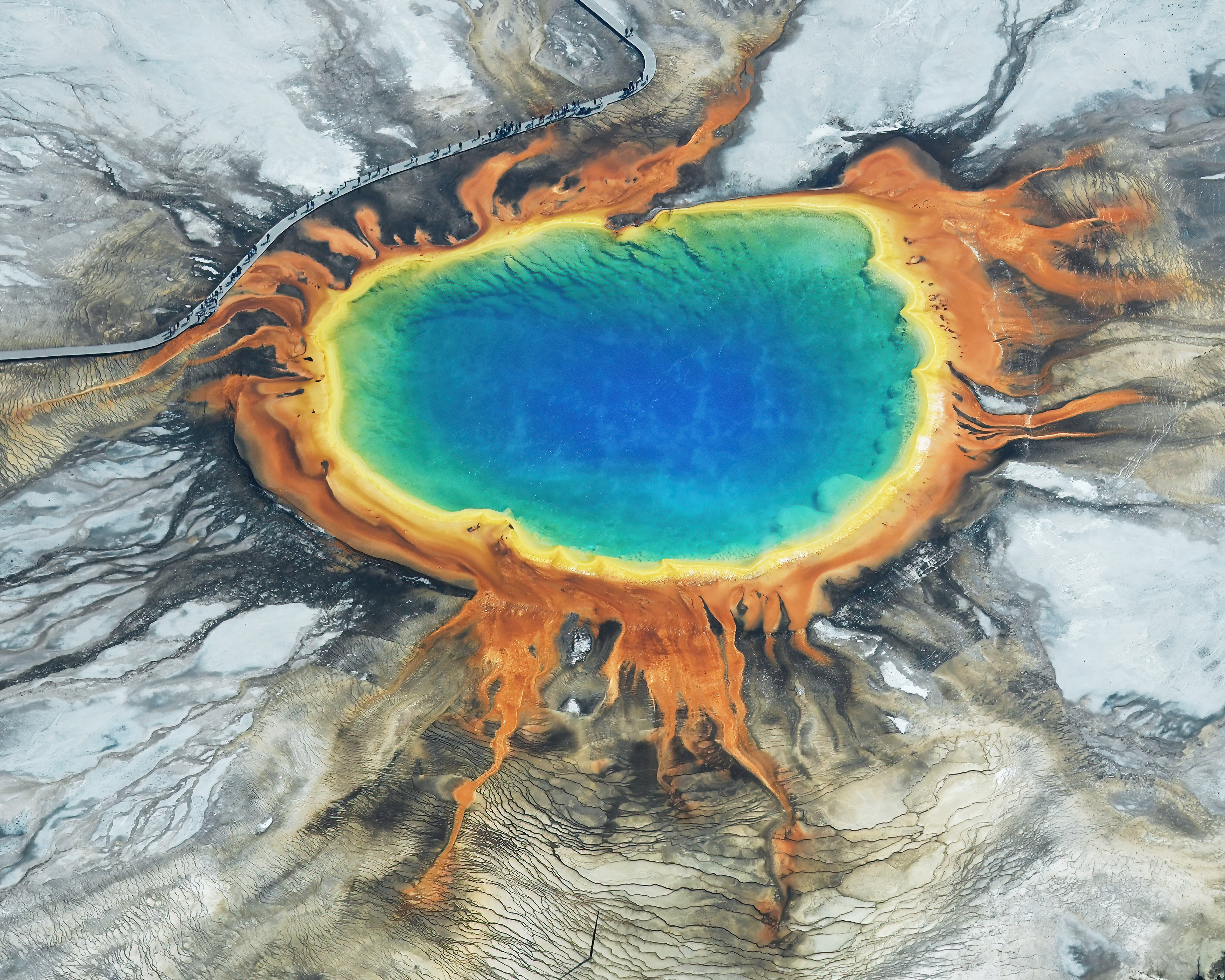
Grand Prismatic Spring in Yellowstone National Park (Verenigde Staten)

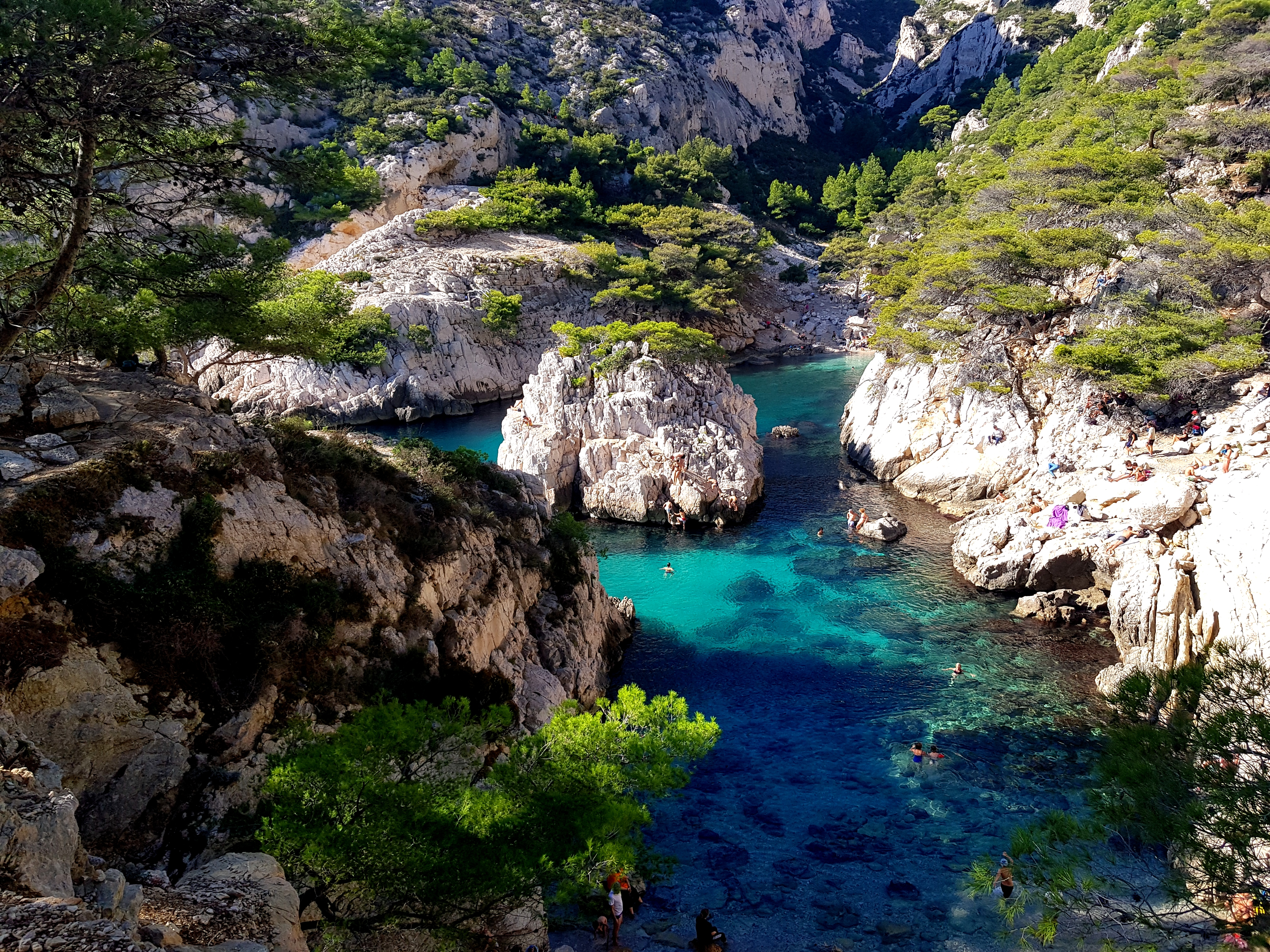
Nationaal park Calanques (Frankrijk)

Een nationaal park is een park waarbinnen de bescherming van de natuur op de eerste plaats komt, zij het vrijwel altijd in afstemming op menselijke activiteiten (met name recreatie, vaak ook bosbouw, landbouw, jacht en visserij, soms mijnbouw) in en rond het nationaal park. Doorgaans erkent de staat de nationale betekenis van een dergelijk park en waarborgt de staat de bescherming. De term werd omstreeks 1870 in de VS bedacht. Vlak daarna werd het Yellowstone National Park gesticht in een bijzonder gebied met onder meer geisers en bizons. Dit park geldt als voorbeeld voor veel andere parken. Sindsdien zijn er wereldwijd vele honderden nationale parken gesticht.

## Betekenissen
De term nationaal park is en wordt op verschillende manieren gebruikt. Een veel gehanteerde betekenis is een groot tamelijk ongestoord natuurgebied conform de definities van de IUCN voor beschermde natuurgebieden. De term is echter veel ouder dan de IUCN en had en heeft in verschillende landen een andere betekenis. Het Engelse nationale park is bijvoorbeeld onvergelijkbaar met het Amerikaanse nationale park en beide wijken weer af van de Nederlandse en Belgische situatie.

## De eerste nationale parken

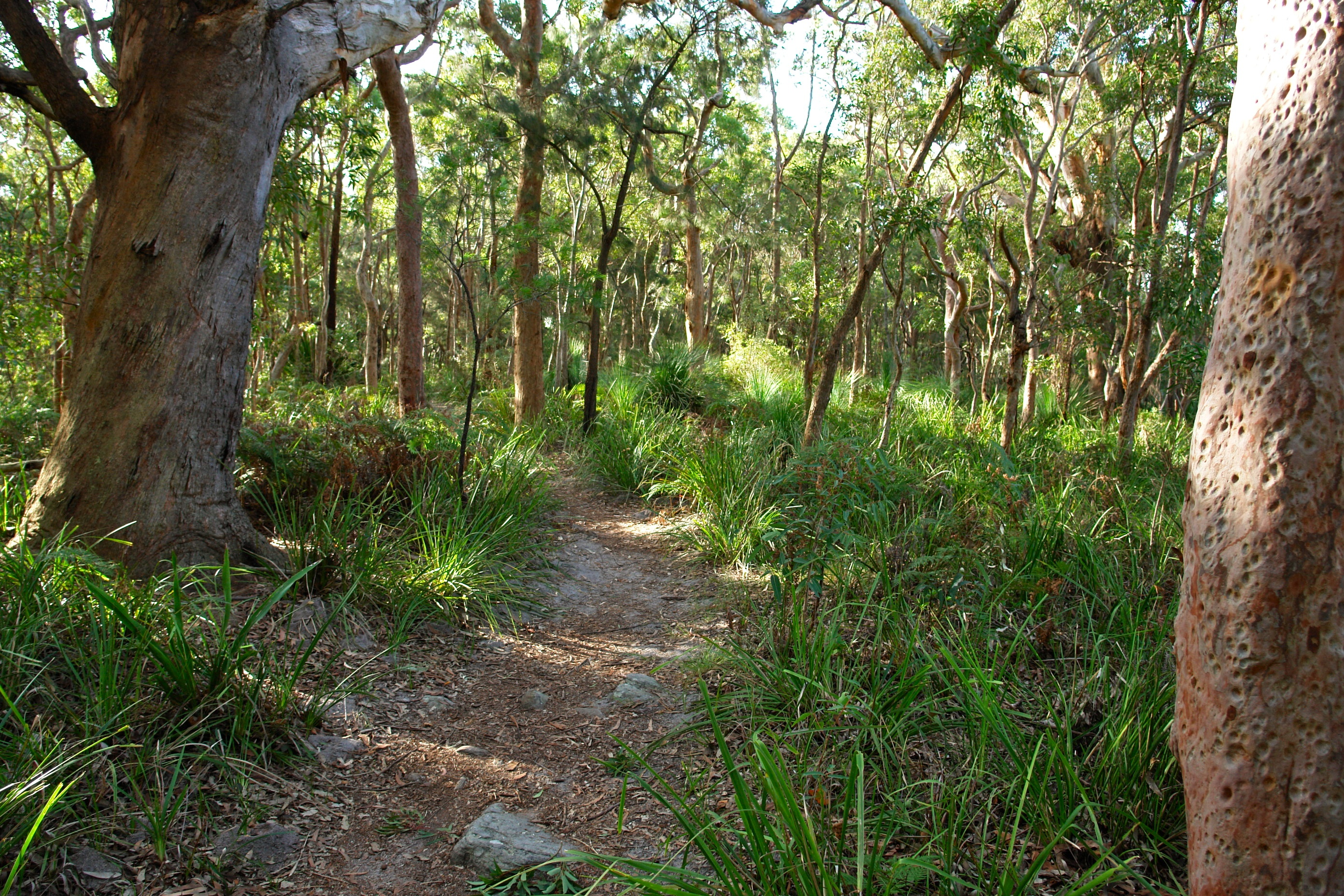
Een pad in het Royal Nationaal Park, Australië

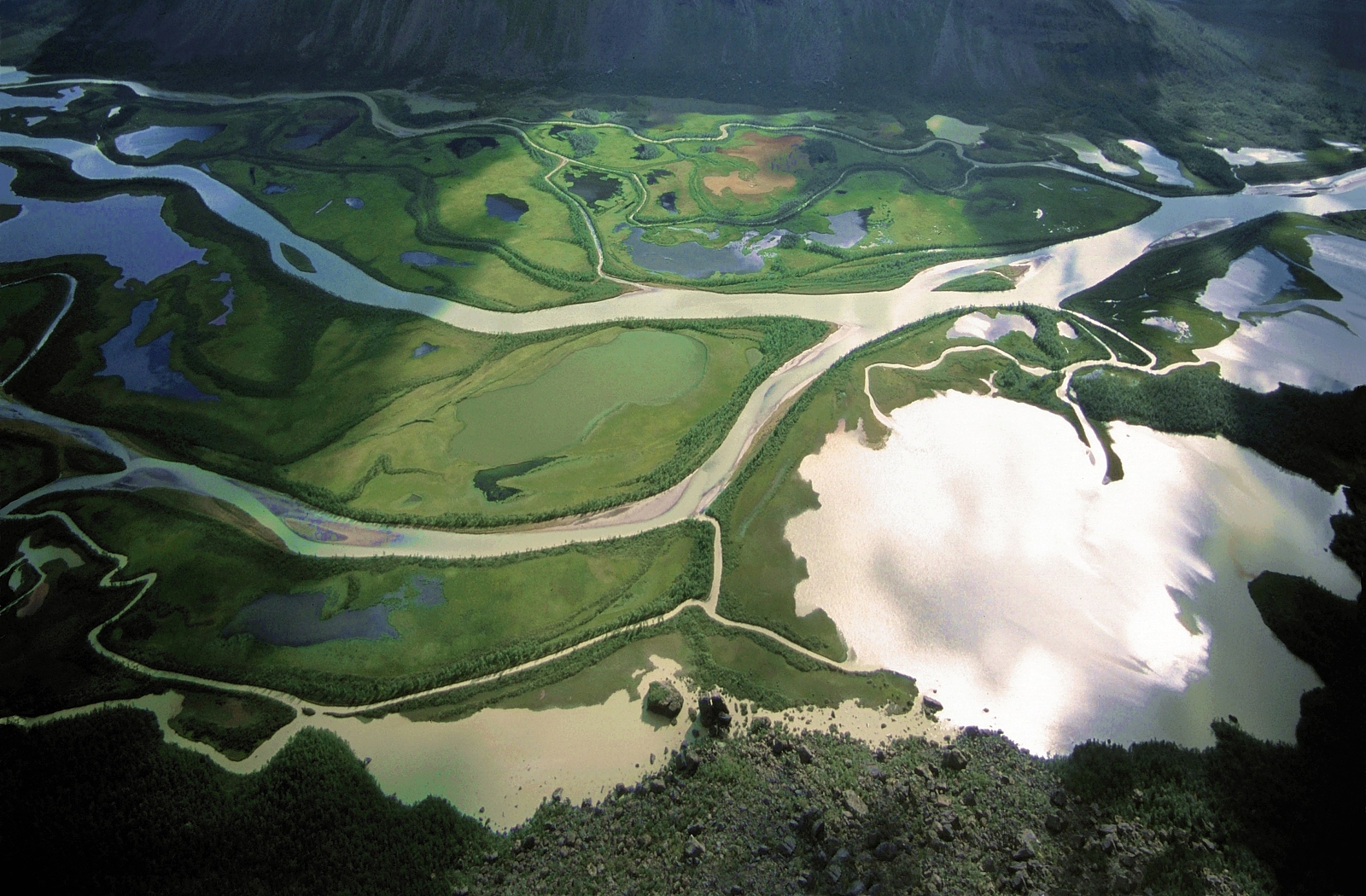
Sarek, opgericht in 1909, is een van de grootste en oudste nationale parken van Zweden en Europa

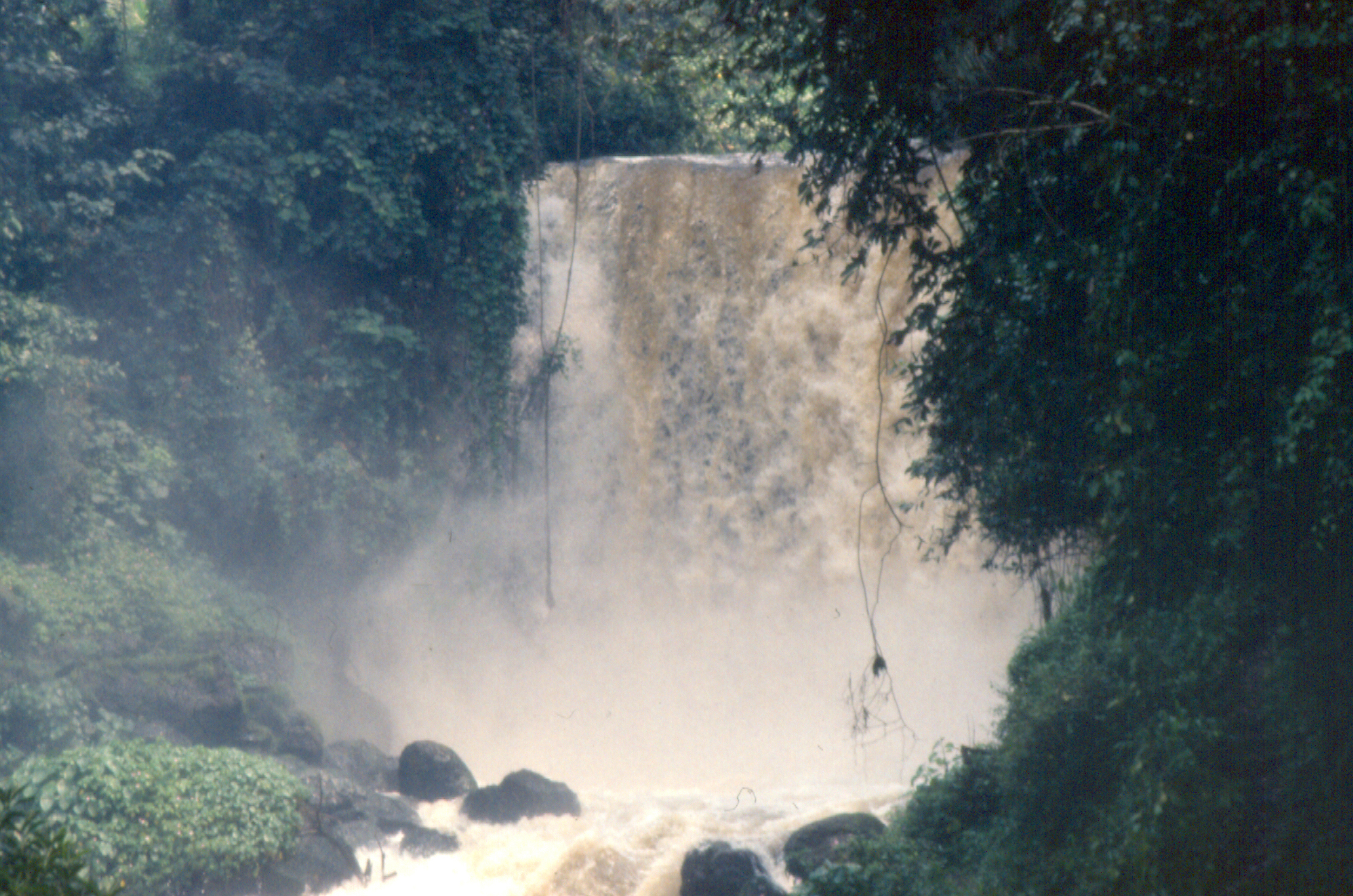
Nationaal park Virunga

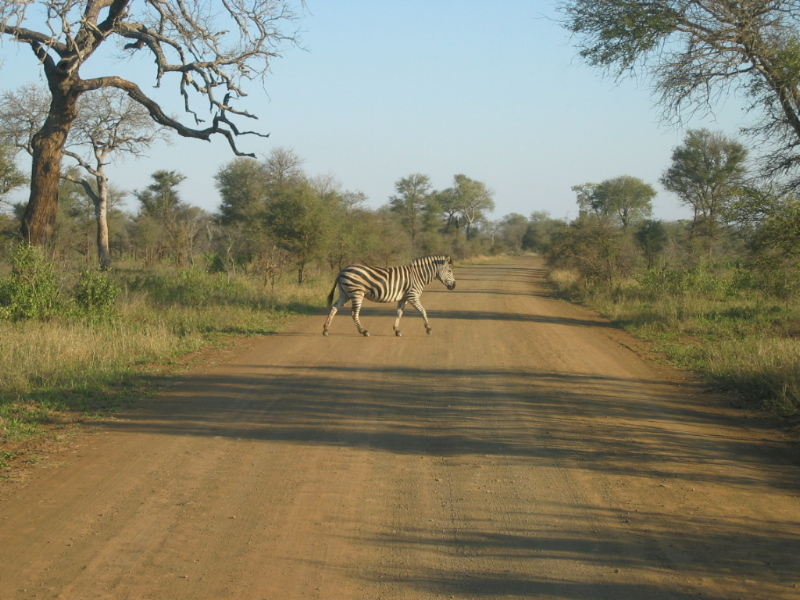
Kruger Nationaal Park

De praktijk van een nationaal park is in de Verenigde Staten van Amerika ontstaan. In 1865 maakte Frederick Law Olmsted een plan om van Yosemite een nationaal park te maken. Olmsted zelf was parkontwerper en liet zich bij het nationaal park inspireren door de openbare stadsparken die toen volgens de Engels landschapsstijl werden ingericht. Deze parken zijn op hun beurt weer geïnspireerd door de 'vrije natuur'. Een verschil tussen nationale parken en de oudere stadsparken was dat in een nationaal park het menselijk ingrijpen zeer beperkt moest blijven. De nationale parken dienden wel, geheel volgens de Amerikaanse democratische traditie, voor iedereen toegankelijk te zijn. Olmsteds plannen waren een reactie op de maatschappelijke kritiek op economische en geografische ontwikkelingen waardoor het landschap ingrijpend veranderde.
De gedachte van een nationaal park is al ouder. Vaak wordt verwezen naar de Engelse dichter William Wordsworth die het Lake District beschreef als een soort nationaal eigendom waarin iedereen het recht heeft om te genieten. De praktijk om natuur veilig te stellen in afzonderlijke gebieden vanwege hun biologische en landschappelijke rijkdom heeft eveneens Europese wortels. Goethe zette zich aan het begin van de 19e eeuw al in voor het behoud van de Drachenfels langs de Duitse Rijn. Ook in de VS zetten kunstenaars zich al vroeg in de 19e eeuw in voor natuur. Zo schreef de schilder George Catlin omstreeks 1830 dat inheemse mensen en dieren beschermd moesten worden in een park, een park voor en van de natie, A Nation's Park, waarin mensen en dieren konden leven in de natuurlijke schoonheid van de wildernis. In 1832 werd ook daadwerkelijk een gebied in de VS door de overheid als natuurreservaat aangewezen, Hot Springs.
'Nationaal park' kreeg in Amerika de betekenis van een
- vrij groot,
- door de nationale staat beschermd en afgebakend
- wildernisgebied.

Belangrijke motieven om over te gaan tot stichting van nationale parken waren:
- het bevorderen van recreatie,
- het beschermen van flora, fauna, landschapsschoon en geomorfologische verschijnselen en
- het uitdrukken van nationale identiteit

In de eerste halve eeuw na de stichting van het Yellowstone National Park in de VS in 1872 vormde Yellowstone een soort model voor andere parken. Kenmerkend voor dit type park is dat mensen die tot dan toe in het gebied woonden, het moesten verlaten teneinde een ongerepte situatie te verkrijgen. 
De genoemde motieven gelden nog steeds. Soms speelden ook nog natuureducatie en wetenschappelijk onderzoek een rol.
Inmiddels kent de Verenigde Staten 57 nationale parken, die worden beheerd door de National Park Service. Wereldwijd volgden na de eerste Amerikaanse parken honderden parken, maar de mate waarin bescherming van natuur van toepassing is verschilt per land. Het tweede nationale park ter wereld, Nationaal park Royal werd in 1879 in Australië gesticht. In Canada was Rocky Mountain National Park (1885) het eerste nationale park en in Nieuw-Zeeland het Nationaal park Tongariro (1887). Europa volgde in 1909 met enkele Zweedse nationale parken, waaronder Sarek en Abisko. Het eerste Afrikaanse nationale park werd in 1925 door koning Albert I van België aangewezen in Belgisch Congo. In 1926 werd in Zuid-Afrika het Kruger National Park gesticht.

### De eerste nationale parken van België en Nederland
Onder het beheer van de Lage Landen kwamen in de eerste helft van de 20e eeuw verschillende nationale parken tot stand maar deze weken in menig opzicht af van de Amerikaanse voorbeelden. 

#### België
Als eerste was er een nationaal park van België, het al genoemde park in de toenmalige Belgische kolonie Congo. Dit en andere nationale parken in Congo waren zeer grote nationale parken die vooral voor wetenschappelijk onderzoek bedoeld waren, en hebben om deze reden een ander karakter dan de parken in de VS. Het Nationaal Albert Park draagt tegenwoordig de naam Virunga Nationaal Park. In België zelf hebben na de Tweede Wereldoorlog enige tijd zes gebieden de status van nationaal park gehad. Twee waren door de staat gesticht (Hoge Venen en De Westhoek), vier door particulieren. Twee van deze particuliere parken waren niet groter dan 20 hectare. Het grootste van deze nationale parken Parc National Lesse et Lomme, gesticht in 1953, besloeg 1000 ha, en is ook later wel met de naam nationaal park aangeduid. Alleen al door de omvang leek het park niet op de Amerikaanse voorgangers.

#### Nederland
De eerste nationale parken in Nederland ontstonden in de jaren dertig. In 1930 stichtte Natuurmonumenten Het Nationaal Park Veluwezoom, gevolgd door -eveneens particulier- Het Nationale Park De Hoge Veluwe in 1935. In 1950 gingen verschillende overheden over tot het oprichten van de 'Stichting van het Nationale Park De Kennemerduinen'. Deze verwierf een groot duingebied ten westen van Bloemendaal. Deze Nederlandse parken waren zeer afwijkend van de Amerikaanse parken: het ging niet om grote stukken ongerepte natuur, private partijen waren dominant en productie, vooral van hout, was normaal. In Nederlands-Indië is geprobeerd nationale parken op te zetten naar Afrikaans voorbeeld maar onder Nederlands bewind is het daar niet van gekomen.

## Nationaal park sinds 1969

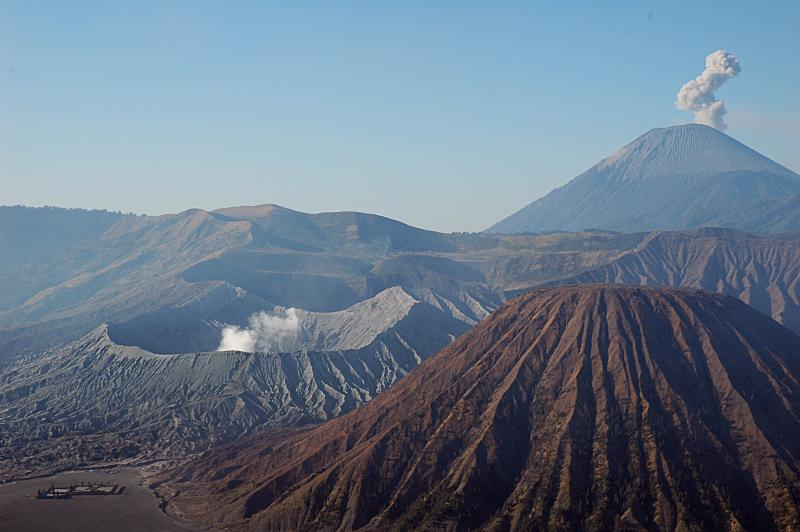
Nationaal Park Bromo Tengger Semeru Indonesië

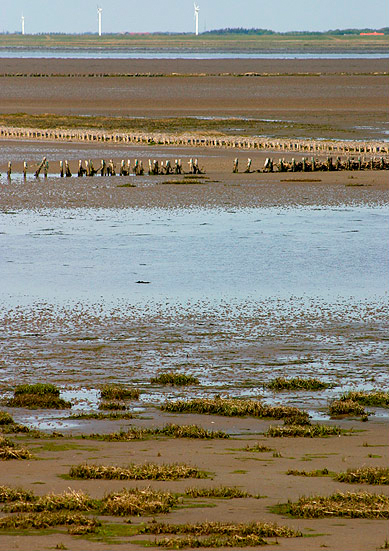
Deense Nationale Park Waddenzee

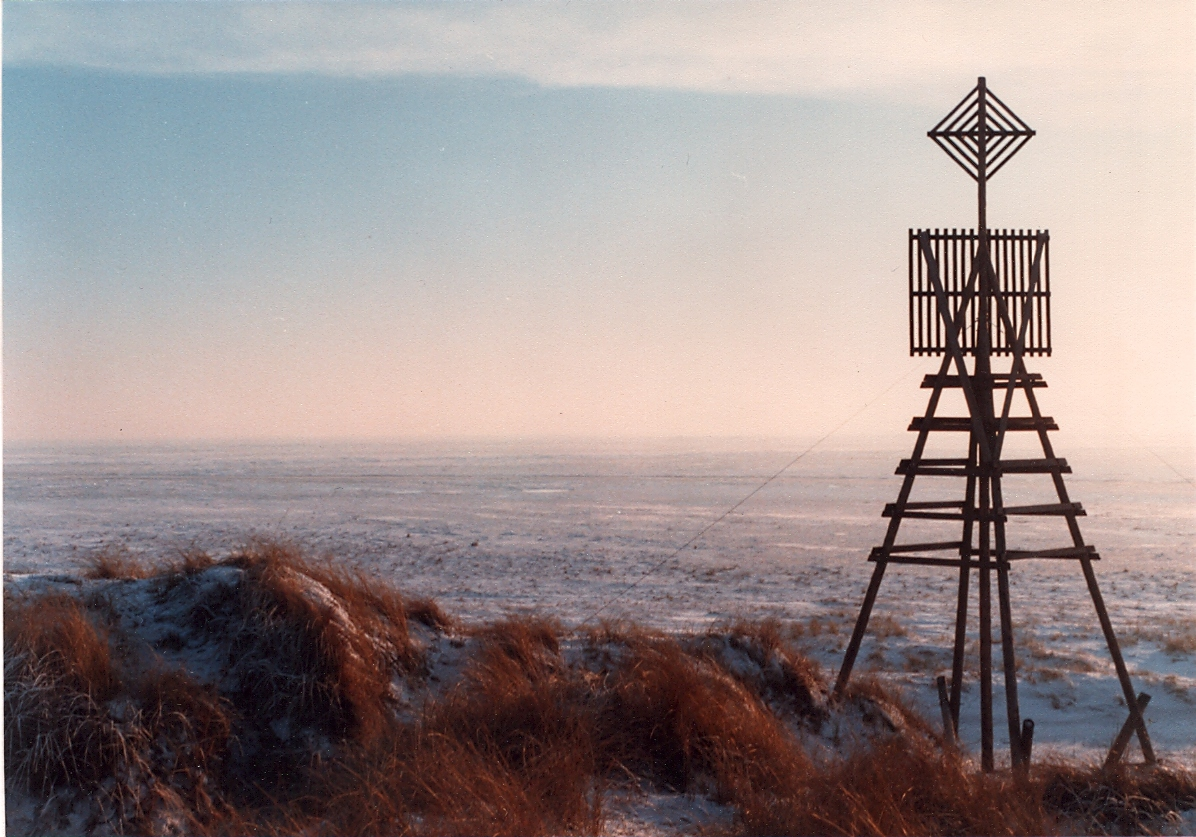
De duinen van Nationaal Park Schiermonnikoog

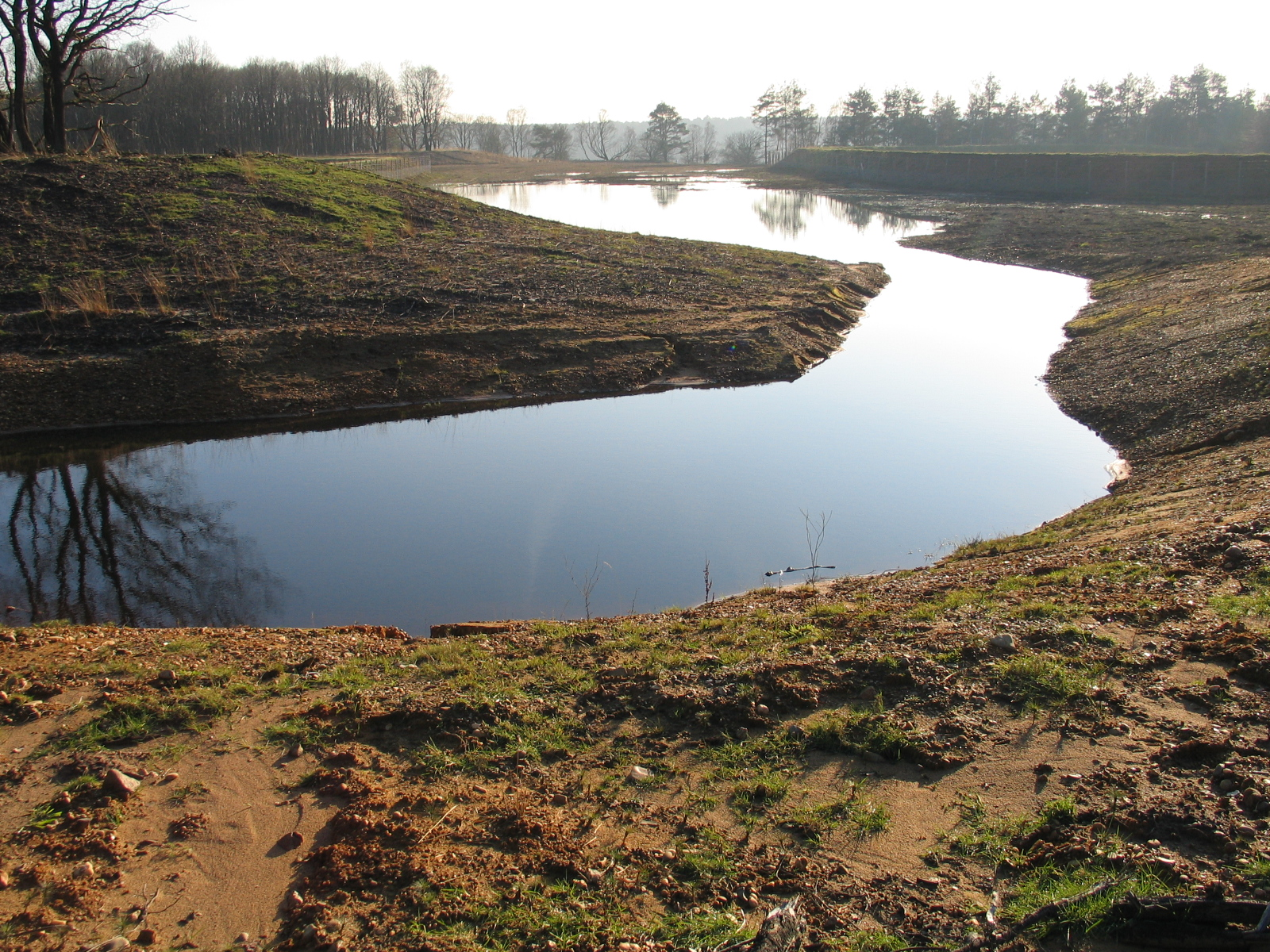
Nationaal Park Hoge Kempen: boven op het Ecoduct Kikbeek

In 1969 werden er binnen de internationale natuurbeschermingsorganisatie IUCN afspraken gemaakt over aard en status van een nationaal park. Het werd als verwarrend ervaren dat overal op de wereld nationale parken waren ontstaan die zeer uiteenliepen als het ging om bescherming, gebruik en omvang. Volgens de IUCN-definitie is een nationaal park:
- een natuurgebied
- met een aaneengesloten oppervlakte van aanzienlijke omvang,
- dat beschermd wordt en
- waarvoor de hoogste autoriteit in een land zich verantwoordelijk voelt.

Hoofdfunctie van een nationaal park is natuurbehoud, maar in een nationaal park is recreatief medegebruik mogelijk, zolang dit geen schade berokkent aan natuur en landschap. Deze definitie is verschillende malen aangepast of om belangrijk geachte nationale parken onder de definitie te laten vallen of om juist duidelijkheid te scheppen door beperkingen. De praktijk nadien leert dat de verscheidenheid aan parken nog steeds groot is. Wel kan worden gezegd dat de activiteiten van IUCN veel overheden stimuleerden tot een aangepast nationale park beleid en de stichting van nieuwe parken. Periodiek organiseert de IUCN wereldconferenties over nationale parken. Er zijn bijvoorbeeld de laatste decennia nationale parken gesticht in Indonesië, Frankrijk, Duitsland en Denemarken, bijvoorbeeld in de Waddenzee, alsook in Nederland en België.

### Nieuwe nationale parken in Nederland en België

#### Nederland
In 1980 besloot de Nederlandse rijksoverheid over te gaan tot het stichten van een stelsel van nationale parken waarbij de regels van het IUCN zo goed mogelijk werden gevolgd - en ook op de bestaande parken van toepassing waren. Dit leidde tot de oprichting van de onafhankelijke Voorlopige Commissie Nationale Parken (VCNP).
Om op de lijst voor op te richten nationale parken te kunnen komen moest een gebied aan de volgende definitie voldoen:
- Een nationaal park is een aaneengesloten natuurgebied van ten minste 1000 hectare, bestaande uit natuurterreinen, wateren en/of bossen, met een bijzonder landschappelijke gesteldheid en planten- en dierleven, waar tevens goede mogelijkheden zijn voor recreatief medegebruik.

De nationale parken moesten samen een representatief beeld vormen van de Nederlandse natuur en grote ecosystemen. Inmiddels zijn er twintig nationale parken in Nederland, zie voor een overzicht Lijst van nationale parken in Nederland, en daarnaast in totaal zes op Saba, St. Eustatius en Bonaire.
De Nationale Parken richten zich op natuurbescherming en ontwikkeling van natuur en landschap, natuurgerichte recreatie, natuureducatie en voorlichting en onderzoek.
De Stichting Samenwerkingsverband Nationale Parken (SNP) ontstond in 2005 als samenwerkingsverband tussen de twintig Nationale Parken van dat moment en tussen bij die parken betrokkenen zoals overheden, terreinbeheerders als Staatsbosbeheer en Natuurmonumenten, particuliere grondeigenaren en het IVN dat coördinator is van de educatieactiviteiten.
Met de herijking van het natuurbeleid in 2011 en 2012 zijn de verantwoordelijkheden voor het stelsel van Nationale Parken vrijwel volledig gedecentraliseerd van het Rijk naar de provincies. De financiering van het Rijk voor het SNP is met ingang van 2014 beëindigd en niet door de provincies overgenomen. Het Rijk is nog wel verantwoordelijk voor de toekenning van het predicaat Nationaal Park, overeenkomstig de IUCN-resolutie van 1969. Na 2014 is onder druk van de Tweede Kamer de aandacht van het rijk  voor de parken weer toegenomen en is het plan nieuwe nationale parken te stichten.

#### België
Vlaanderen
In Vlaanderen is de Nederlandse definitie en werkwijze voor nationale parken goeddeels overgenomen. In 1998 gaf de Vlaamse regering opdracht aan het Regionaal Landschap Kempen en Maasland voor het opzetten van het Nationaal Park Hoge Kempen in de provincie Limburg. Het eerste Nationaal Park in het Vlaams Gewest - en in België als geheel - omvat anno 2020 een gebied van 12742 hectare van voornamelijk bos- en heidegebieden. Het is op 26 maart 2006 feestelijk geopend voor het publiek.
In het regeerakkoord uitte de regering-Jambon de ambitie om in de legislatuur 2019-2024 vier nieuwe nationale parken op te richten in Vlaanderen. De uiteindelijke keuze zou gemaakt worden in 2023.
In 2021 kondigden Zuhal Demir en Matthias Diependaele aan dat Vlaanderen op zoek gaat naar kandidaten voor drie nieuwe nationale parken. Na een eerste selectie bleven in 2022 zes kandidaten over: Scheldevallei (Kalkense Meersen, Durmevallei e.a.), Kalmthoutse Heide (deel van Grenspark Kalmthoutse Heide), (het in 2006 met overheidssteun geopende) Nationaal Park Hoge Kempen, Bosland, Taxandria (Turnhouts Vennengebied, Landschap De Liereman e.a.), Brabantse Wouden (Hallerbos, Zoniënwoud, Meerdaalwoud e.a.). Elk park zal bestaan uit een natuurkern, een zone voor natuurontwikkeling en zone voor omgevend landschap. In oktober 2023 werden vier nationale parken erkend: Nationaal Park Brabantse Wouden, Nationaal Park Scheldevallei, Nationaal Park Bosland en (het al bestaande) Nationaal Park Hoge Kempen.
Wallonië
In het Waals gewest werden vier projecten geselecteerd (Vallei van de Semois, Hoge Venen, Woud van Anlier, Entre-Sambre-et-Meuse (gebied in Chimay, Couvin, Froidchapelle, Viroinval met het meer van Virelles, Fondry des Chiens e.a.)), waaruit in december 2022 twee nationale parken zijn ontstaan, namelijk Entre-Sambre-et-Meuse en La Vallée de la Semois.

#### Grenspark
Het Grenspark De Zoom-Kalmthoutse Heide is een grensoverschrijdend natuurgebied in de Nederlandse provincie Noord-Brabant en de Belgische provincie Antwerpen, op het grondgebied van de gemeenten Woensdrecht, Kalmthout en Essen.

## Lijsten van nationale parken
- Wereldwijd: lijst van parken en reservaten
- Wereldwijd: lijst van nationale parken
- Lijst van nationale parken in Nederland
- Lijst van Belgische natuurgebieden (volgens de oude, ruimere criteria)
- Nationale parken in België
- Nationale parken in Vlaanderen